# Eski Köprünün Altında
Eski Köprünün Altında – debiutancka płyta grupy Duman.
Album został wydany w 1999 roku przez wytwórnię płytową NR1 Müzik. Autorem wszystkich tekstów i utworów na płycie jest wokalista i gitarzysta grupy Kaan Tangöze, jedynie w piosence "Dağlar Bağlar" współautorem tekstu jest basista zespołu Ari Barokas.

## Lista utworów
1. "Köprüaltı"
2. "Bebek"
3. "Hatun"
4. "Halimiz Duman"
5. "Dağlar Bağlar"
6. "Hayatı Yaşa"
7. "Yalnızlık Paylaşılmaz"
8. "Dönek"
9. "İstanbul"
10. "Senin Gibi"

## Teledyski
- "Köprüaltı" (1999)
- "Hayatı Yaşa" (2000)
- "Bebek" (2000)